# Liv Grete Skjelbreid Poirée
Liv Grete Skjelbreid Poirée (geboren: Skjelbreid) (Bergen, 7 juli 1974) is een voormalig Noors biatlete. In 2000 huwde ze met de Franse biatleet Raphaël Poirée. Samen hebben ze drie dochters, Emma (°27/01/2003), Anna (°10/01/2007) en Léna (°11/10/2008). Haar zus Ann Elen was in het verleden ook lid van de Noorse biatlonploeg.
In 2004 lukte het Liv Grete en haar echtgenoot Raphaël de unieke prestatie te verrichten om op de wereldkampioenschappen in Oberhof zeven van de tien beschikbare wereldtitels te winnen, en ook nog een zilveren en een bronzen medaille mee naar huis te nemen.
Na het seizoen 2005-2006 zette ze een punt achter haar biatloncarrière.

## Olympische Winterspelen
- Tijdens de Olympische Winterspelen 2002 in Salt Lake City behaalde ze, net als haar man, een zilveren medaille op een individueel nummer, de 15 km individueel. Ze won ook zilver met de 4 x 7,5 km aflossing.
- Op de Olympische Winterspelen 1998 in Nagano behaalde ze brons op de 4 x 7,5 km aflossing.

## Wereldkampioenschappen
- 1997: Osrblie (Slowakije): 7,5 km team
- 2000: Oslo (Noorwegen): 7,5 km sprint en 12,5 km massastart
- 2001: Pokljuka (Slovenië): 10 km achtervolging
- 2004: Oberhof (Duitsland): 7,5 km sprint; 10 km achtervolging; 12,5 km massastart en 4x6 km aflossing (zij is de enige biatlete die vier wereldtitels in één wereldkampioenschap wist te behalen)

## Wereldbeker
- Winnaar van de wereldbeker in 2003/2004
- Tweede in de eindstand in 2000/2001 en 2001/2002
- 22 wereldbekerwedstrijden gewonnen